# 길버트 테넌트

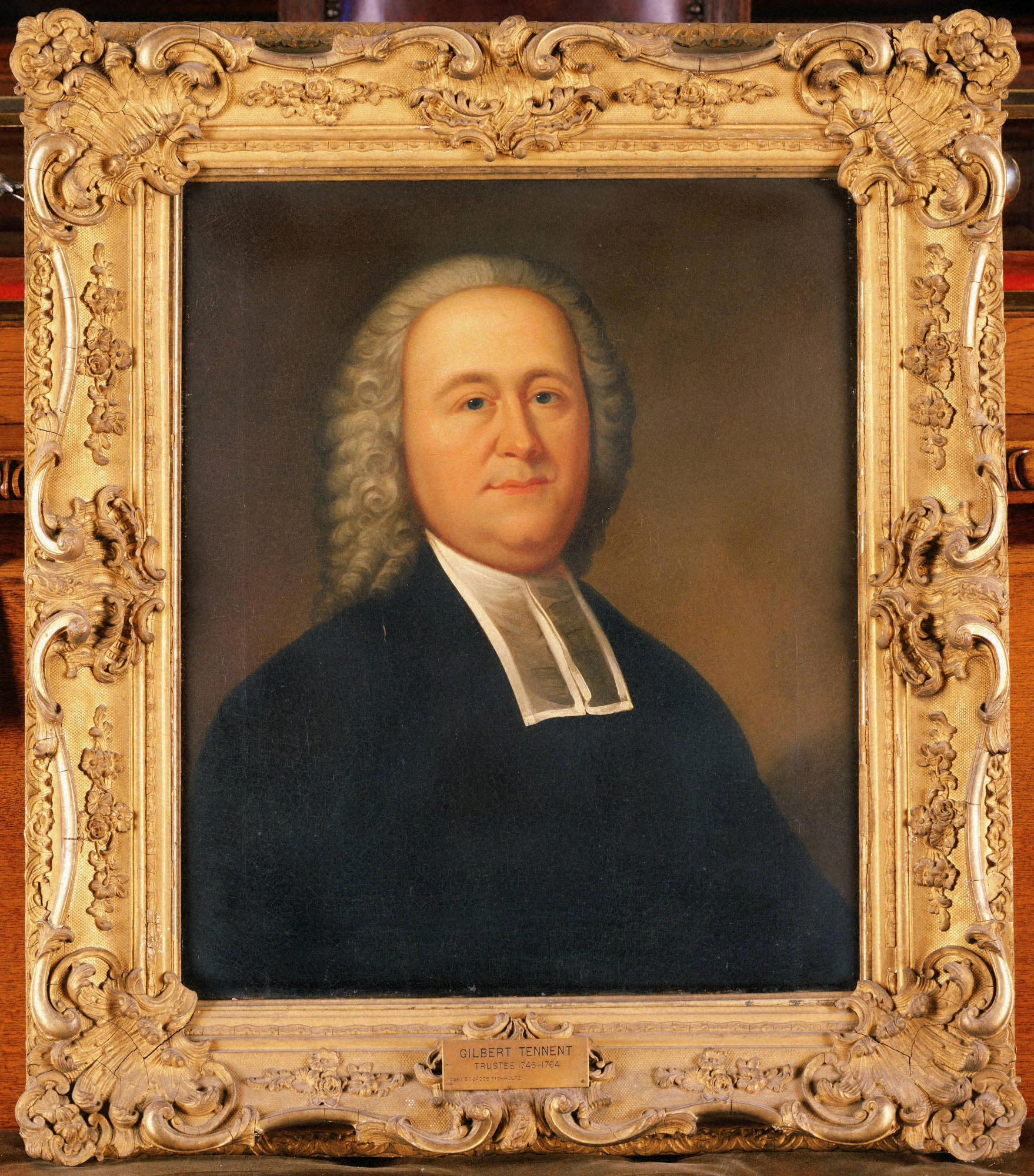

길버트 테넌트(Gilbert Tennent; 1703년 2월 5일 - 1764년 7월 23일)는 조나단 에드워즈와 나이가 같으며 스코틀랜드계 아일랜드인 장로교인으로, 윌리엄 테넌트 시니어 목사의 아들이다. 통나무 대학의 최초 졸업생이다.
그의 설교는 조지 휫필드의 설교를 부정적으로 보는 구파를 겨냥하여 장로교회내에 큰 논란을 빚었다. 그로 인해 장로교의 분열이 초래되었다.
1752년 그와 새뮤얼 데이비스는 장로교 뉴욕노회가 프린스턴을 뉴져지 대학(프린스턴 대학교의 전신)의 터로 결정하자 자금을 마련하기 위해 유럽으로 파송되었다. 이 결정은 이미 조지 휫필드에 의해 제시된 것으로 이들 간에 긴밀한 협조 아래 지금의 프린스턴 대학교가 탄생한 것이다.
길버트 테넌트는 순회설교자였는 데, 보스턴에서 논쟁을 불러 일으키기도 했다. 챨스촌시는 테넌트에 대해 조지 휫필드를 어설프게 흉내낸다고 비아냥 거리기도 했다.
1741년 길버트는 예일대학을 방문하여 설교하였는 데, 휫필드가 시작해 놓은 부흥을 클라이맥스로 끌어올렸다. 그의 방문은 휫필드보다 더 많은 회심자를 내었다. 조나단 에드워즈의 학문의 계승자인 사무엘 홉킨스는 길버트가 당대에 가장 훌륭한 설교자라고 생각하였다.

## 주요 발행물
- 회심하지 못한 자들의 사역의 위험(Danger of an Unconverted Ministry, 1740)